# Nice for What
Singles de Drake
Walk It Talk It
(2017) Yes Indeed
(2018)
Nice for What est un single du rappeur canadien Drake sorti le 6 avril 2018, extrait de l'album Scorpion.

## Samples
La chanson utilise le sample Triggerman.

## Classements hebdomadaires
| Classement (2018)                      | Meilleure position |
| -------------------------------------- | ------------------ |
| Allemagne (Media Control AG)           | 9                  |
| Australie (ARIA)                       | 1                  |
| Autriche (Ö3 Austria Top 40)           | 6                  |
| Belgique (Flandre Ultratop 50 Singles) | 20                 |
| Belgique (Wallonie Ultratip 50)        | 6                  |
| Canada (Hot 100)                       | 1                  |
| Danemark (Tracklisten)                 | 3                  |
| Écosse (OCC)                           | 10                 |
| Espagne (PROMUSICAE)                   | 62                 |
| États-Unis (Hot 100)                   | 1                  |
| États-Unis (Dance Club Songs)          | 30                 |
| États-Unis (R&B/Hip-Hop Songs)         | 1                  |
| États-Unis (Pop Airplay)               | 11                 |
| Finlande (Suomen virallinen lista)     | 13                 |
| France (SNEP)                          | 26                 |
| Irlande (IRMA)                         | 2                  |
| Italie (FIMI)                          | 53                 |
| Norvège (VG-lista)                     | 5                  |
| Nouvelle-Zélande (RMNZ)                | 1                  |
| Pays-Bas (Single Top 100)              | 6                  |
| Portugal (AFP)                         | 7                  |
| Royaume-Uni (UK Singles Chart)         | 1                  |
| Royaume-Uni (UK R&B Chart)             | 1                  |
| Suède (Sverigetopplistan)              | 4                  |
| Suisse (Schweizer Hitparade)           | 7                  |